# Orangey

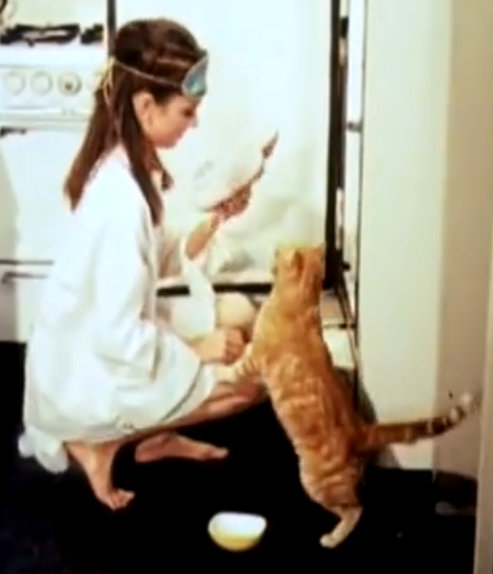
Orangey i Audrey Hepburn w filmie Śniadanie u Tiffany’ego

Orangey – rudy, pręgowany kocur aktor. Dwukrotny zdobywca PATSY Award (nagrody dla zwierzęcych aktorów). Zagrał m.in. w Śniadaniu u Tiffany’ego jako bezimienny kot głównej bohaterki. Jego trenerem był Frank Inn. W napisach pojawiał się także pod imionami Rhubarb i Jimmy.
Na ekranie zadebiutował w 1951 roku w filmie Rhubarb (opowiadający o kocie, który odziedziczył drużynę baseballową); rola ta przyniosła mu w 1952 pierwszą nagrodę PATSY. Ponadto w latach 50. XX w. grał w telewizyjnej serii Our Miss Brooks. W 1961 Orangey zagrał w Śniadaniu u Tiffany’ego u boku Audrey Hepburn – za tę rolę otrzymał drugą nagrodę PATSY.

## Filmografia
- Rhubarb (jako Rhubarb, 1951)
- This Island Earth (1955)
- O człowieku, co malał (jako Butch, 1957)
- Śniadanie u Tiffany’ego (jako Kot, 1961)
- The Comedy of Terrors (jako Cleopatra, 1963)
- Village of the Giants (1965)
- Our Miss Brooks (jako Minerva, lata 50.)